# Oddball Hall
Oddball Hall è un film del 1990 diretto da Jackson Hunsicker.
È una commedia statunitense con Don Ameche e Burgess Meredith ambientata in Africa.

## Produzione
Il film, diretto da Jackson Hunsicker, fu prodotto da Alan Munro e Harry Alan Towers per la Ravenhill Productions.

## Distribuzione
Il film fu distribuito negli Stati Uniti nel 1990.
Altre distribuzioni:
- in Sudafrica nel giugno del 1990
- in Germania Ovest nell'ottobre del 1990 (Oddball Hall - Jetzt rasten die Götter völlig aus, per l'home video)
- in Finlandia (Varkaiden veljeskunta)